# Triphosa empodia
Triphosa empodia là một loài bướm đêm trong họ Geometridae.